# ادوارد راسل، ارل اول اورفورد
ادوارد راسل، ارل اول اورفورد (انگلیسی: Edward Russell, 1st Earl of Orford؛ ۱۰ فوریه ۱۶۵۷ – ۲۶ نوامبر ۱۷۲۷) افسر نیروی دریایی پادشاهی بریتانیا و سیاستمدار بود. پس از خدمت به عنوان افسر جزء در نبرد سولِبِی در طول جنگ سوم انگلیس و هلند، به عنوان کاپیتان در دریای مدیترانه در عملیات علیه دزدان دریایی بربر خدمت کرد.
راسل یکی از هفت نفر جاودان، گروهی از اشراف انگلیسی بود که دعوتنامه ویلیام را صادر کردند، سندی که از شاهزاده ویلیام از اورانژ می‌خواست شاه جیمز دوم را برکنار کند. او که در هلند مستقر بود، در طول برنامه‌ریزی حمله ویلیام به انگلستان و انقلاب پس از آن، به عنوان منشی شاهزاده ویلیام خدمت کرد. او تا پایان جنگ، کاملاً درگیر پشتیبانی دریایی از جنگ ویلیامیت در ایرلند بود. او فرمانده کل نیروی انگلیسی-هلندی بود که در نبرد بارفلور با ناوگان فرانسه جنگید و بخش زیادی از آن را در یک حمله شبانه در نبرد لا هوگ در طول جنگ نه ساله نابود کرد.
راسل در دوران سلطنت ویلیام سوم به مقام لرد اول دریاسالاری رسید و سپس دو بار دیگر در دوران سلطنت ملکه آن و شاه جورج اول این مقام را بر عهده گرفت. او همچنین نماینده مجلس از لانستون، پورتسموث و سپس کمبریج‌شایر بود.